# Jan Ogłódek
Jan Ogłódek (ur. 21 października 1899 w Czeladzi, zm. 11 listopada 1941 w KL Auschwitz) – polski architekt, uczeń i współpracownik arch. Adolfa Szyszko-Bohusza.

## Pochodzenie
Syn Hipolita i Marianny. Ojciec posiadał zakład stolarski w rodzinnym mieście. Rodzina Hipolita miała spory majątek ziemski.

## Wykształcenie i praca zawodowa
W 1924 roku w Poznaniu Jan zdał egzamin dojrzałości w Państwowej Szkole Budownictwa. Na stancji, w której mieszkał w czasie nauki, poznał swoją przyszłą małżonkę Lucynę. Lila – tak pieszczotliwie była nazywana przez przyjaciół, urodziła się w Berlinie, zajmowała się malarstwem. Posiadali jednego syna Zbigniewa, który w wieku kilkunastu lat zmarł w następstwie nagłej choroby. Jan w 1925 roku rozpoczął studia na Wydziale Architektury na krakowskiej Akademii Sztuk Pięknych, ukończył je w 1930 roku. Z powodu trudnej sytuacji materialnej przez cały okres swojego kształcenia był zmuszony do pracy zarobkowej, aby utrzymać żonę i dziecko. Jako młody krakowski student w trakcie pracy przy budowie Gmachu Województwa w Toruniu zdobył pierwszą nagrodę w konkursie na uregulowanie ul. Chopina łącznie z przyczółkiem mostowym. Od roku 1932 pracował w biurze Adolfa Szyszko-Bohusza. Pomagał przy pracach renowacyjnych Zamku Królewskiego na Wawelu i budowie Krypty Marszałka Józefa Piłsudskiego. Sam Adolf Szyszko-Bohusz twierdził, że Jan był bardzo umiejętnym i nadzwyczaj rzetelnym fachowcem. W 1936 roku zaprojektował Pawilon okocimskich browarów w Lesie Wolskim w Krakowie. Był członkiem Polskiej Korporacji Akademickiej Arcadia.

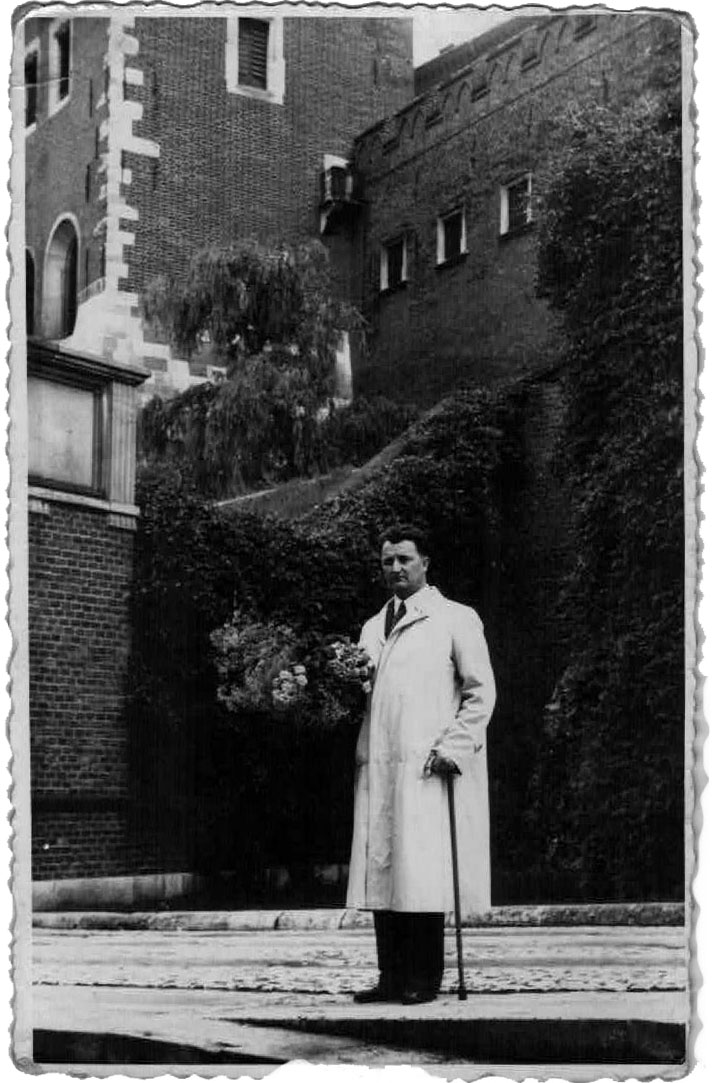
Jan Ogłódek na Zamku Królewskim na Wawelu

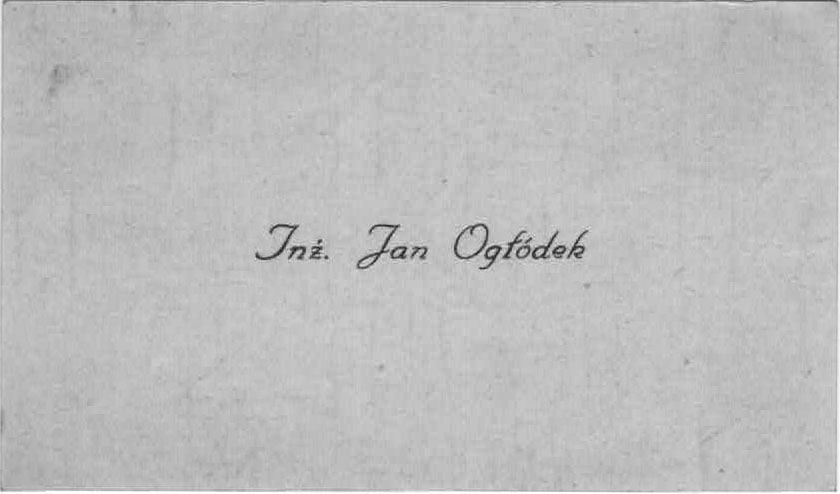
Wizytówka inżyniera Jana Ogłódka

## Okoliczności śmierci
Ogłódkowie byli starą, szanowaną i bardzo patriotyczną czeladzką rodziną. Mieszkańcy Czeladzi wraz z pradziadkiem Jana brali udział w powstaniu styczniowym w 1863 roku, w wyniku którego miasto utraciło w 1870 roku prawa miejskie. Sam Jan wychowany w duchu miłości do Ojczyzny czynnie uczestniczył w powstaniu śląskim. Również podczas II wojny światowej nie pozostał obojętny wobec niemieckiej okupacji. Jan wraz z bratem Czesławem byli członkami podziemnego Stronnictwa Demokratycznego w Krakowie. Pracowali bezpośrednio w akcji wydawniczej i kolportażowej prasy podziemnej oraz oddali swe mieszkanie przy ul. Madalińskiego 7 na lokal konspiracyjnej drukarni. Działania braci doprowadziły do tragicznego rozwoju wydarzeń, zostali aresztowani. Moment aresztowania może przybliżyć nam fragment książki "Za murami monte": "Iza Marcówna aresztowana została w dniu 17.I.1941 r. W Krakowie, w lokalu tajnej drukarni "Dziennika Polskiego", organu prasowego Stronnictwa Demokratycznego, mieszczącego się w prywatnym mieszkaniu przy ul. Berka Joselewicza.(...) Razem z "Izą" aresztowano dwóch braci Wielebnowskich, zatrudnionych przy druku gazety, a znajdujących się w drukarni. Zdawało się, że na tym powinny się zakończyć aresztowania, aczkolwiek aresztowanie nastąpiło o 8.15 rano przy zamknięciu ulic wylotowych wozami pancernymi, co szybko rozniosło się po mieście, wszyscy zainteresowani zostali w porę ostrzeżeni. Niestety wielu z nich zlekceważyło ostrzeżenie i już w nocy zostali aresztowani: inż. Jan Ogłódek i jego brat Czesław, właściciele mieszkania, w którym poprzednio była drukarnia, dalej adwokat Adler, Dackow i dr Kwaśniewski, b. Wojewoda krakowski – wszyscy działacze konspiracyjnego Stronnictwa Demokratycznego”. Aresztowani zostali przewiezieni do więzienia na Montelupich, gdzie władzę przejęło Gestapo. Po długich torturach więźniowie zostali wywiezieni do obozu w Oświęcimiu. Bracia tuż przed śmiercią zostali umieszczeni w bloku nr 11- "Bloku Śmierci". W rocznicę odzyskania przez Polskę niepodległości, dnia 11 listopada 1941 r., doszło do egzekucji. Była to pierwsza egzekucja dokonana przez strzał w tył głowy z broni małokalibrowej, więźniowie zginęli z ręki podoficera raportowego Gerharda Palitzscha, który każdorazowo ładował do broni nowy nabój. Tego dnia pod obozową ścianą Straceń na podwórzu bloku nr 11 zginęli w większości sami Polacy. Ciała straconych spalono w krematorium nr 1 na terenie obozu. Jan oraz Czesław Ogłódek znaleźli się wśród straconych. W ich aktach zgonu władze obozu fałszywie zanotowały datę 10 listopada 1941 roku.